# I've Had Enough
I've Had Enough è un brano musicale dei Wings che chiude la prima facciata dell'album London Town del 1978; è stato composto da Paul McCartney. Il 16 giugno dello stesso anno, venne pubblicato su un singolo (b-side: Deliver Your Children).

## Il brano

### Registrazione
Il brano venne registrato dalla quinta incarnazione dei Wings, formata da Paul McCartney, da sua moglie Linda, da Denny Laine, da Jimmy McCulloch e da Joe English. Poco tempo dopo la pubblicazione del brano, gli ultimi due lasciarono il gruppo. I've Had Enough venne registrata a bordo di uno yacht, lo Fair Carol, dove era stato installato uno studio di registrazione con 24 piste, al largo delle isole Vergini, nel mese di maggio 1977, come buona parte dell'album London Town, che, per via delle sue modalità di registrazione, era stato originariamente intitolato Wings Water.

### Pubblicazione
Ventesimo singolo per Macca, è il secondo estratto da London Town, dopo With a Little Luck. Sul vinile, appare la stessa fotografia del predecessore, ma, a differenza di questo, presenta sul lato A lo scatto in bianco e nero e sul lato B a colori; l'unica altra differenza è l'assenza di un autobus dal ponte sullo sfondo. Nel solco del disco, inoltre, è scritto Mastered at Abbey Road - Nick sulla facciata di I've Had Enough e solo Nick su quella di Deliver Your Children. La copertina è stata definita "eccezionale" da Graham Calkin del sito JPGR. L'SP è arrivato alla 42ª posizione delle classifiche britanniche, dove è entrato il 1º luglio 1978 ed è uscito dopo sette settimane, ed alla 25ª di Billboard Hot 100.